# Phạm Đoan Trang
Phạm Đoan Trang, est une écrivaine, blogueuse, journaliste, éditrice et militante vietnamienne pour la démocratie née le 27 mai 1978 à Hanoï. Elle reçoit, en 2017, le prix Homo Homini (en), par l'organisation People in Need qui la reconnait comme « l'une des figures de proue de la dissidence vietnamienne contemporaine ». Le 14 mars 2022 elle se voit décerner le prix international de la femme de courage.